# Nerf obturateur accessoire
Le nerf obturateur accessoire est un petit nerf inconstant issu de la partie antérieure du plexus lombal.

## Origine
Le nerf obturateur accessoire nait des divisions antérieures des racines antérieures des troisième et quatrième nerfs lombaires.

## Trajet
Le nerf obturateur accessoire descend le long du bord médial du muscle grand psoas Il croise la branche supérieure du pubis et passe sous le muscle pectiné, où il se divise en de nombreuses branches.
Une branche innerve le muscle pectiné. Une autre innerve l'articulation coxo-fémorale et une troisième communique avec le rameau antérieur du nerf obturateur.

## Variation
Le nerf obturateur accessoire est présent pour 29 % des individus.
Lorsqu'il est absent, l'articulation de la hanche reçoit deux branches du nerf obturateur.